# 30F39 Krasnopol
30F39 Krasnopol (Indeks GRAU 2K25) – radziecki/rosyjski artyleryjski pocisk burzący kalibru 152 mm, odpowiednik amerykańskiego M712 Copperhead i ukraińskiego Kwitnyk. W Donbasie użyta została także wersja przeciwpancerna. Używany bojowo w Syrii przez kontyngent wojskowy FR. Stosowany przez SZ FR na wojnie z Ukrainą. Naprowadza się na cel podświetlony wiązką laserową. Wersją eksportową tego pocisku jest Krasnopol-M kalibru 155 mm.

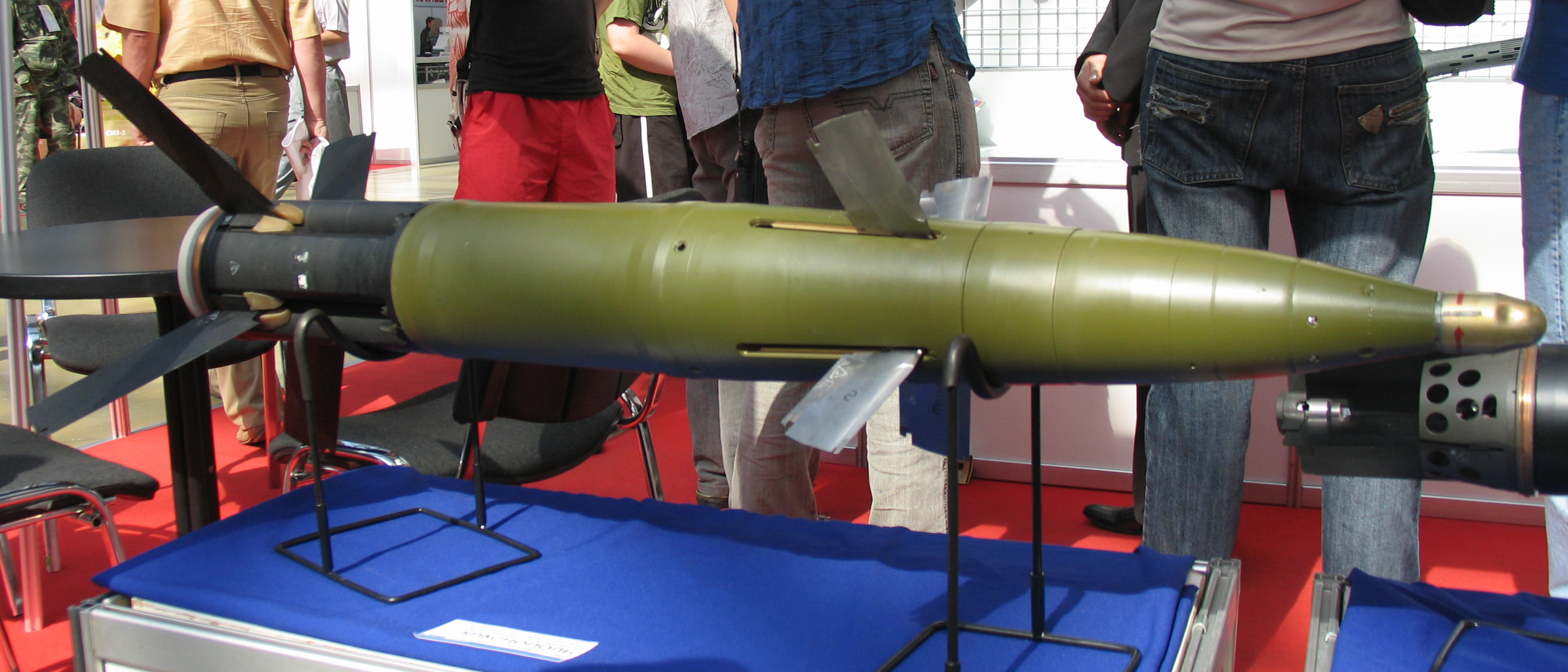
Pocisk 2K25

## Dane taktyczno-techniczne
- Kaliber: 152 mm lub 155 mm
- Prawdopodobieństwo trafienia: 90 do 95% (maksymalna prędkość celu 36 km/h)
- Masa: ok. 50 kg
- Masa głowicy bojowej: 10,5 kg
- Masa materiału wybuchowego: 6,6 kg
- Długość: 960, 1200 mm
- Donośność: 25, 20 km